# João Sarkander
João Sarkander (em tcheco/checo e polonês/polaco: Jan Sarkander; Skoczów, 20 de dezembro de 1576 – Olomouc, 17 de março de 1620) foi um sacerdote da Morávia e mártir católico.

## Vida e obras
Sarkander estudou desde 1597 na Universidade de Olomouc e depois, a partir de 1600, na Universidade Carolina de Praga, onde ele obteve um doutorado em filosofia. Posteriormente, ele estudou teologia na Universidade de Graz. João foi ordenado em 1609 e trabalhou em Holešov a partir de 1616. Ele foi acusado de traição e torturado na prisão de Olomouc, parcialmente por sua recusa em divulgar o que lhe fora dito em confissão.
Atualmente, a capela de São Joõa Sarkander está localizada no local onde foi torturado e ali estão preservados o instrumento utilizado e a sua lápide. 